# Dorfkirche Schwaneberg (Randowtal)

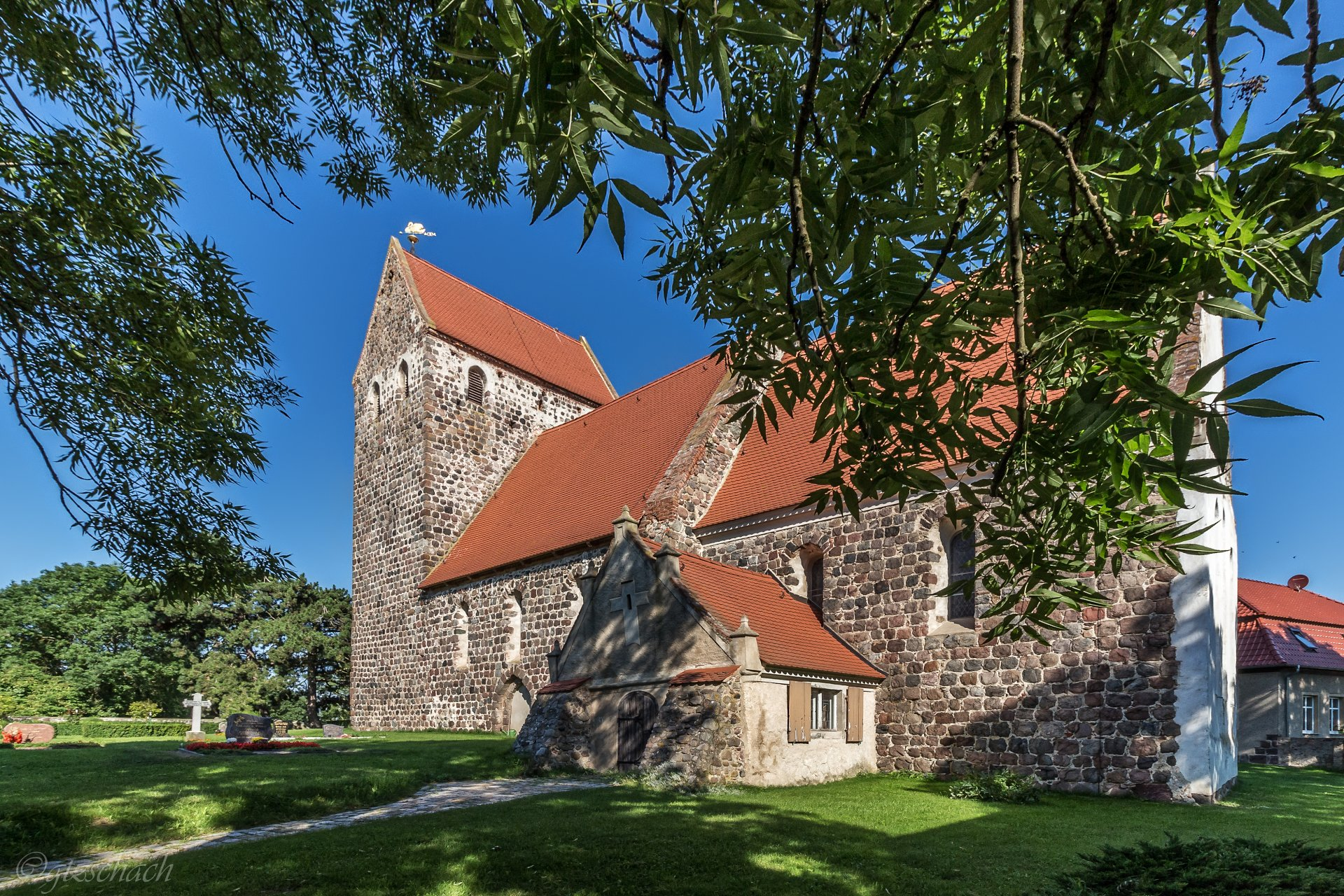
Dorfkirche Schwaneberg

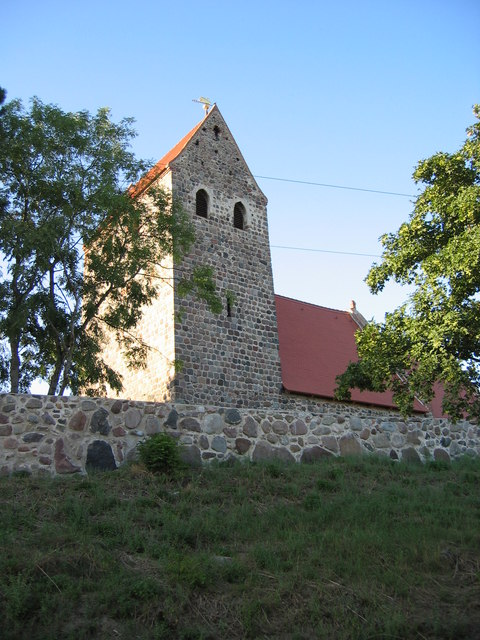
Südwestansicht

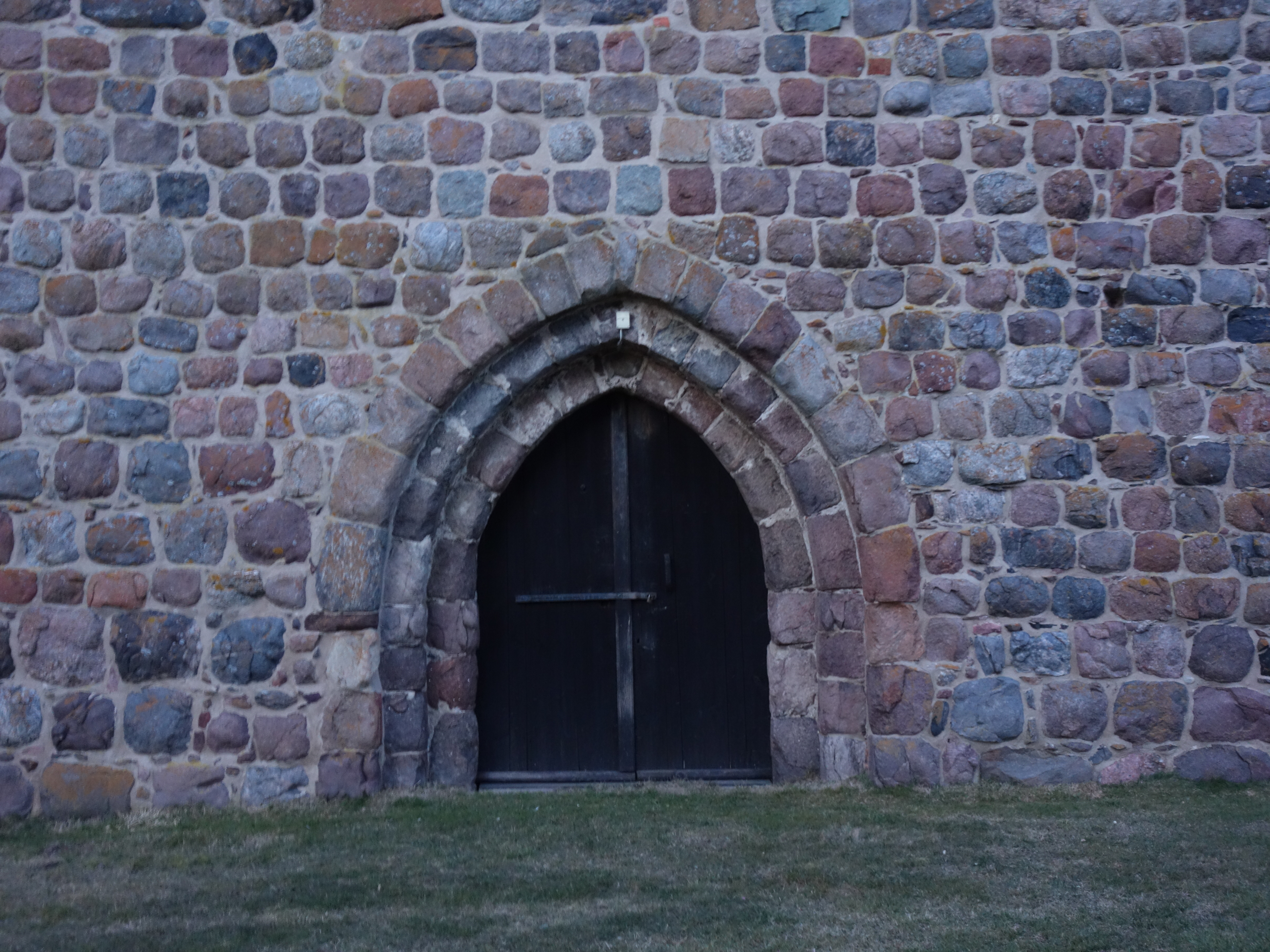
Westportal

Die evangelische Dorfkirche Schwaneberg ist eine gotische Saalkirche im Ortsteil Schwaneberg der Gemeinde Randowtal im Landkreis Uckermark in Brandenburg. Sie gehört zur Kirchengemeinde Drense im Kirchenkreis Uckermark der Evangelischen Kirche Berlin-Brandenburg-schlesische Oberlausitz.

## Geschichte und Architektur
Die Kirche ist ein stattlicher Feldsteinsaal mit eingezogenem Rechteckchor und hohem Westquerturm aus der zweiten Hälfte des 13. Jahrhunderts. Südlich am Chor ist eine verputzte Vorhalle mit Fialengiebel aus dem 16. Jahrhundert und massiven Strebepfeilern aus der ersten Hälfte des 18. Jahrhunderts angebaut. Den Turmabschluss bildet ein Satteldach zwischen seitlichen Giebeln, die Schallöffnungen wurden im Jahr 1900 spitzbogig vergrößert. Um das Jahr 2000 wurde das Bauwerk umfassend saniert. Das Bauwerk wird durch ein zweifach gestuftes Westportal erschlossen; vermauerte Portale sind im Norden und Süden erkennbar. Die schmalen Rundbogenfenster sind original; im Osten ist eine gestaffelte Dreifenstergruppe angeordnet.
Das Innere ist durch einen spitzbogigen Triumphbogen und eine Balkendecke gekennzeichnet; vor dem vermauerten Spitzbogen zum Turm ist eine Westempore mit Blendarkadengliederung vom Anfang des 18. Jahrhunderts eingebaut. In der Ostwand ist eine Sakramentsnische eingelassen, deren Tür zu Anfang des 17. Jahrhunderts eingebaut wurde.

## Ausstattung
Das Hauptstück der Ausstattung ist ein hölzerner Altaraufsatz vom Anfang des 18. Jahrhunderts, der säulenflankierte Mittelteil ist mit einem Gemälde des auf dem Wasser wandelnden Christus von 1900 gestaltet, in der Predella ist ein Abendmahlsbild, im Aufsatz ein Taufbild angeordnet, seitlich auf dem durchbrochenen Gebälk sind Posaunenengel dargestellt; in den breiten Akanthusschnitzwangen die Eherne Schlange und ein Kruzifix; die Bekrönung bildet das Auge Gottes. An der Triumphbogennordseite ist eine hölzerne Kanzel mit Schalldeckel und mit der Jahreszahl 1719 angebracht, am Korb sind Evangelistenreliefs und Engelsköpfe dargestellt.
Ein spätgotischer Kruzifixus aus Holz ist aus der ersten Hälfte des 16. Jahrhunderts erhalten, ein hölzerner Taufengel aus der ersten Hälfte des 18. Jahrhunderts, letzterer wurde im Jahr 2002 restauriert. Das Patronats- und Gemeindegestühl mit toskanischen Säulchen und Blendbögen stammt aus dem 17. und 18. Jahrhundert, eine Patronatsloge aus der ersten Hälfte des 18. Jahrhunderts. In der Kirchhofsmauer sind zwei rundbogige Backsteinportale aus dem 18. Jahrhundert eingebaut.
Die Orgel ist ein Werk von Barnim Grüneberg aus dem Jahr 1884 mit sechs Registern auf einem Manual und Pedal.